# آنگرباخ
آنگرباخ (به آلمانی: Angerbach) یک رود در آلمان است که در وولفرات واقع شده‌است.